# Wolfgang Unzicker
Wolfgang Unzicker (Pirmasens, Renània-Palatinat, 26 de juny de 1925 – Albufeira, 20 d'abril de 2006), fou un dels millors Grans Mestres d'escacs alemanys entre 1945 i començaments dels 1970. En tant que havia decidit no ser un jugador professional (i havia triat el dret com a professió, essent jutge), el Campió del món Anatoli Kàrpov va dir d'ell que era el "Campió del món dels amateurs".

## Biografia
Unzicker va néixer a Pirmasens, una petita vila a prop de Kaiserslautern, dins la província de Renània-Palatinat, i el seu pare el va ensenyar a jugar als escacs als deu anys. Tenia un germà, quatre anys més gran, que també va jugar a escacs, però fou mort durant la II Guerra Mundial.

## Resultats destacats en competició
Unzicker va començar a jugar torneigs a Alemanya (per exemple, guanyà a Augsburg 1946), però cap a 1948 va començar a jugar a l'estranger, (ja que Alemanya estava intentant començar la reconstrucció després de la guera) i va assolir el títol de GM el 1954. Aficionat també a les composicions d'escacs, va obtenir el títol de Jutge Internacional per Composicions d'escacs el 1958.

### Campionats d'Alemanya
Va guanyar el Campionat d'Alemanya set cops en total entre el 1948 i el 1965, (aquest darrer any, empatat al primer lloc amb Helmut Pfleger).

### Participació en Olimpíades
Entre 1950 i 1978, Unzicker va participar en dotze Olimpíades d'escacs, en deu d'elles com a primer tauler del seu equip. Va disputar a la vora de 400 partides representant l'equip nacional alemany, i també fou durant molts anys l'assessor legal de la Federació Alemanya d'Escacs.
El 1950, obtingué, empatat amb Miguel Najdorf, el premi al millor resultat individual al primer tauler (+9 =4 −1) de l'equip de la RFA, a l'Olimpíada de Dubrovnik. A l'Olimpíada de Tel-Aviv de 1964 hi feu 13.5 punts jugant al primer tauler de l'equip de la RFA que va guanyar la medalla de bronze, incloent-hi una destacadíssima victòria per 3:1 contra l'equip soviètic.

### Torneigs individuals
El 1952 participà en l'Interzonal de Saltsjöbaden, on hi fou 9è, a un lloc de la classificació pel torneig de Candidats (el guanyador fou Aleksandr Kótov),
Les seves victòries en torneigs foren nombroses, incloent-hi el primer lloc (+6 =9) al Memorial Txigorin a Sotxi (1965), empatat amb Borís Spasski, primer lloc a Maribor 1967 per davant de Samuel Reshevsky, primer a Krems, i primer a Amsterdam 1980 empatat amb Hans Ree.
D'altres resultats destacats foren el quart lloc (+2 =14 −1) empatat amb Lajos Portisch el 1966 a la Copa Piatigorsky a Santa Monica (Califòrnia); només Borís Spasski, Bobby Fischer, i Bent Larsen acabaren per davant d'Unzicker, que quedà per davant del campió del món Tigran Petrossian, Samuel Reshevsky, Miguel Najdorf, Borislav Ivkov, i Hein Donner. Al torneig de Hastings de 1969-1970, Unzicker hi acabà segon (+4 =5) rere Lajos Portisch i per davant de Svetozar Gligorić i de l'excampió del món Vassili Smislov. També fou segon (+3 =7 −2) rere Víktor Kortxnoi a Sud-àfrica 1979.

## Estil de joc
Unzicker tenia un estil de joc clàssic, que seguia els principis del jugador i teòric dels escacs alemany Siegbert Tarrasch. Per exemple, el 1956, va perdre un matx contra Paul Keres en el qual ambdós jugadors varen triar fer servir l'obertura Ruy López en totes vuit partides.

## Darrers anys
El 2005, Unzicker va celebrar el seu 80è aniversari amb la seva muller Freia, els seus tres fills, i tres nets. Com a jutge jubilat, encara va seguir jugant als escacs al primer tauler del club "Tarrasch" de Múnic. Wolfgang Unzicker va morir el 20 d'abril de 2006, als 80 anys, durant un viatge de vacances a l'Albufeira (Portugal).